# Ben (album)
Ben là album hát đơn dài thứ hai của ca sĩ người Mỹ Michael Jackson, phát hành tháng 8 năm 1972, bảy tháng sau album đầu tay Got to Be There. Bài hát chủ đề "Ben" là một bản hit single bán được một triệu bảng và là bài hát đứng thứ nhất tại Mỹ đầu tiên của Jackson.

## Thông tin album
"Ben" là một bài đạt đến vị trí số 1 do Michael Jackson đang ở lứa tuổi teen trình bày do nhãn hiệu Motown phát hành năm 1972. Bài hát này, cũng là bài hát chủ đề của một bộ phim cùng tên năm 1972 (phần tiếp theo của bộ phim chuột Willard năm 1971), đã nằm trên đỉnh bảng xếp hạng pop Mỹ trong vòng 1 tuần. Nó cũng đạt đến vị trí số 1 tại bảng xếp hạng Úc và nằm ở đó suốt tám tuần. Bài hát sau này đạt đến vị trí thứ 7 trong bảng xếp hạng của Anh.
Bài hát này là bài hát đầu tiên trong tổng số 13 bài đạt đến vị trí số một tại Hoa Kỳ của Jackson và là đầu tiên của anh với vai trò là nghệ sĩ hát đơn.
Sau khi được đưa vào album cùng tên, "Ben" đã được đề cử giải Quả cầu vàng và Giải Oscar cho bài hát hay nhất.

## Danh sách bài hát
| Đánh giá chuyên môn  | Đánh giá chuyên môn |
| Nguồn đánh giá       | Nguồn đánh giá      |
| Nguồn                | Đánh giá            |
| -------------------- | ------------------- |
| AllMusic             | [ 1 ]               |
| Entertainment Weekly | B                   |
| Rolling Stone        | [ 3 ]               |

| STT | Nhan đề                          | Sáng tác                               | Thời lượng |
| --- | -------------------------------- | -------------------------------------- | ---------- |
| 1.  | "Ben"                            | Don Black, Walter Scharf               | 2:44       |
| 2.  | "The Greatest Show on Earth"     | Mel Larson, Jerry Marcellino           | 2:48       |
| 3.  | "People Make the World Go Round" | Thom Bell, Linda Creed                 | 3:15       |
| 4.  | "We've Got a Good Thing Going"   | The Corporation                        | 2:59       |
| 5.  | "Everybody's Somebody's Fool"    | Ace Adams, Lionel Hampton              | 2:59       |
| 6.  | "My Girl"                        | Smokey Robinson, Ronald White          | 3:08       |
| 7.  | "What Goes Around Comes Around"  | Levinsky, Stokes, Meyers, Weatherspoon | 3:33       |
| 8.  | "In Our Small Way"               | Beatrice Verdi, Christine Yarian       | 3:39       |
| 9.  | "Shoo-Be-Doo-Be-Doo-Da-Day"      | Henry Cosby, Sylvia Moy, Stevie Wonder | 3:21       |
| 10. | "You Can Cry on My Shoulder"     | Berry Gordy                            | 2:39       |

## Bảng xếp hạng
| Bảng xếp hạng (1972/1973/2009) | Vị trí cao nhất |
| ------------------------------ | --------------- |
| Album Pháp (SNEP)              | 162             |
| UK Albums Chart                | 17              |
| Mỹ Billboard 200               | 5               |
| Mỹ Top R&B/Hip-Hop Albums      | 4               |

## Chứng nhận
| Quốc gia                                  | Chứng nhận | Số đơn vị/doanh số chứng nhận |
| ----------------------------------------- | ---------- | ----------------------------- |
| Anh Quốc (BPI)                            | Bạc        | 60.000^                       |
| ^ Chứng nhận dựa theo doanh số nhập hàng. |            |                               |